# Marc Unitari de la Comunitat Educativa

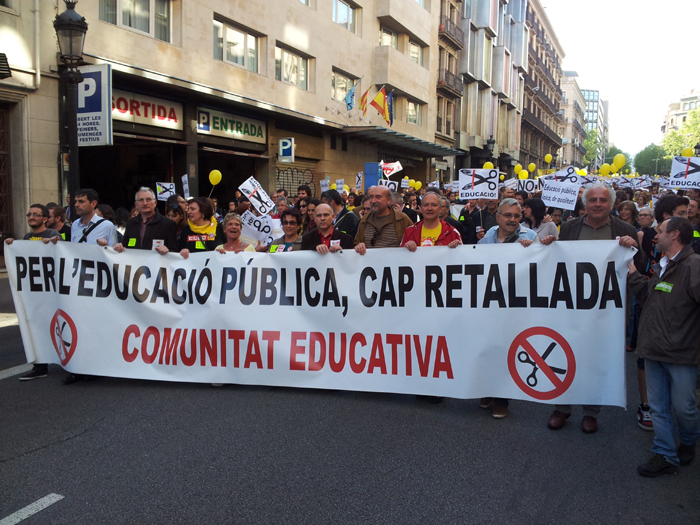
Manifestació del MUCE a favor d'un increment del pressupost públic (Abril 2013)

El Marc Unitari de la Comunitat Educativa (MUCE) és una plataforma formada per diverses entitats i organitzacions relacionades amb el sistema educatiu de Catalunya. És la continuació d'un Secretariat en defensa de l'escola pública que es va formar a mitjan dècada de 1980 a iniciativa dels principals sindicats d'ensenyament, de les agrupacions estudiantils, de la Federació de Moviments de Renovació Pedagògica i de la Federació d'Associacions de Mares i Pares d'Alumnes de Catalunya (FAPAC). Posteriorment es van afegint altres organitzacions, i a mitjan dècada de 2000 s'incorpora la Federació d'Associacions de Mares i Pares d'Alumnes d'Ensenyament Secundari (FAPAES).

## Història
L'antecedent més clar del Marc Unitari de la Comunitat Educativa és el Secretariat de la Campanya de Defensa de l'Escola Pública. Aquesta va ser una iniciativa portada endavant des de principis de la dècada de 1980 per la Federació de Moviments de Renovació Pedagògica conjuntament amb els moviments de pares i mares d'alumnes per analitzar els problemes de l'escola pública i proposar solucions, així com emprendre accions puntuals davant l'administració educativa conjuntament amb les centrals sindicals.
A principis de la dècada de 1990 a aquesta plataforma se li comença anomenar Marc Unitari de la Comunitat Educativa (MUCE) i es comencen a promoure diverses accions, manifestacions i declaracions a favor de l'escola pública i la seva qualitat, organitzant accions als centres educatius i davant la pròpia administració per aconseguir millores a l'ensenyament públic.

## Activitat
Una de les activitats més importants celebrades pel Marc Unitari de la Comunitat Educativa va ser la Diada de l'Escola Pública, que es va celebrar aproximadament entre 1995 i 2005. L'any 1995 aquesta diada va concentrar unes 3.000 persones al Parc de la Ciutadella de Barcelona. Una altra diada multitudinària va ser la de l'any 1999 celebrada al Parc de l'Espanya Industrial a Barcelona.
Una de les altres activitats més importants del Marc Unitari de la Comunitat Educativa va ser l'organització de manifestacions a favor de l'ensenyament públic. Per exemple al gener de 2000 el MUCE va convocar una manifestació en suport a l'ensenyament públic i en demanda de més recursos per a l'educació pública, convertint-se en una de les manifestacions educatives amb una participació més elevada, estimant-se en uns 20.000 manifestants, principalment famílies amb els seus fills i filles.

## Relació amb l'administració educativa
Des de la constitució del Marc Unitari de la Comunitat Educativa, les diferents administracions educatives no van reconèixer representativitat al MUCE, excepte el primer Govern Tripartit que el va rebre amb periodicitat.

## Organitzacions i entitats que en formen part
El Marc Unitari de la Comunitat Educativa es va conformar amb les organitzacions i entitats que formaven part del Secretariat de la Campanya en Defensa de l'Escola Pública, en particular la Federació de Moviments de Renovació Pedagògica, els principals sindicats d'ensenyament, la Federació d'Associacions de Mares i Pares d'Alumnes de Catalunya i algunes agrupacions estudiantils. Al llarg dels anys s'han anat incorporant altres organitzacions, com ara la Federació d'Associacions de Mares i Pares d'Alumnes de l'Ensenyament Secundari, que s'incorpora a mitjan dècada de 2000.
Al març de 2018 els membres del Marc Unitari de la Comunitat Eductiva són els següents:
- Associació d'Estudiants Progressistes (AEP)
- Associació de Joves Estudiants de Catalunya (AJEC)
- Associació de mestres Rosa Sensat
- Catalunya Laica
- Comissions Obreres
- Confederació General del Treball (CGT)
- Federació d'Associacions de Mares i Pares d'Alumnes de Catalunya (FAPAC)
- Federació d'Associacions de Mares i Pares d'Alumnes de l'Ensenyament Secundari (FAPAES)
- FETE-Unió General de Treballadors de Catalunya (FET-UGT)
- Federació de Moviments de Renovació Pedagògica (FMRP)
- Front d'Estudiants (FE)
- Sindicat d'Estudiants (SE)
- Sindicat d'Estudiants dels Països Catalans (SEPC)
- Unió dels Treballadors d'Ensenyament de Catalunya (USTEC-STEs)